# 1887 في كولومبيا
فيما يلي قوائم الأحداث التي وقعت خلال عام 1887 في كولومبيا.

## ظهور
- 1 يناير – إل إسبكتادور

## مواليد

### مارس
- 23 مارس – فيليكس ريستريبو ميخيا[1]

## وفيات

### مارس
- 31 مارس – لويس غارسيا (مواليد 1816) مصور كولومبي.